# 아비루씨
아비루 씨(일본어: 阿比留氏 아비루시[*])는 일본 고대 쓰시마국(対馬国)을 지배했던 씨족이다. 이후 쓰시마 섬의 지배권은 소 씨(宗氏)가 장악하게 되었지만 여전히 쓰시마 섬 안에서 가장 많은 성씨 가운데 하나로 꼽힌다.

## 역사
아비루 씨의 발상지는 일본 혼슈인 가즈사국(上総国)의 아비루 군(畔蒜郡)으로 고닌(弘仁) 4년(813년) 쓰시마로 이주해 쓰시마 국의 재청관인(在庁官人)이 되었고 쓰시마의 최대 세력이 되었다.
간닌(寬仁) 3년(1019년)에 벌어진 도이의 입구(刀伊の入寇)에서는 도이(刀伊)의 장군 용우(龍羽)를 죽이는 공을 세웠고, 가마쿠라 시대인 겐큐(元久) 연간(1204년 ～ 1205년)에는 아비루 아키요리(阿比留秋依)가 종5위하의 관직을 받았다는 기록도 남아 있다.
그러나 간겐(寬元) 4년(1246년) 아비루 치카모토(阿比留親元)가 당시 국교가 없었던 고려(高麗)와 교역을 했다는 이유로 다자이후(大宰府)의 경고를 받고 이를 따르지 않았다는 이유로 치카모토는 결국 이를 반역죄로 간주한 다자이후(太宰府)의 명을 받은 재청관인 소 시게히사(宗重尚)에 의해 잡혀 죽었다. 이로 인해 아비루 씨는 쓰시마 국의 지배자로써의 지위를 잃고 말았다. 그러나 그 뒤로도 쓰시마 최대의 세력으로써 아비루의 이름은 여전히 남아 있었고, 이후로도 일본 나가사키 현 쓰시마 시에서는 아비루 씨가 가장 많은 성씨에 해당한다.
또한 일본 가고시마현(鹿児島県) 이즈미 군(出水郡)에도 아비루 씨가 살고 있는데, 이는 이곳에 한때 소 씨의 영지가 있었기 때문으로 그 당시 지배계층의 자손일 가능성이 크다.